# Обухово (Починковский район)
Обухово — деревня в Починковском районе Смоленской области России. Входит в состав Мурыгинского сельского поселения. Население — 13 жителей (2007 год). 
Расположена в центральной части области в 21 км к северо-западу от Починка, в 4 км западнее автодороги А141 Орёл — Витебск, на берегу реки Россажа. В 13 км северо-восточнее деревни расположена железнодорожная станция Панская на линии Смоленск — Рославль. 

## История
В годы Великой Отечественной войны деревня была оккупирована гитлеровскими войсками в июле 1941 года, освобождена в сентябре 1943 года.